# Cisterna de Mocio

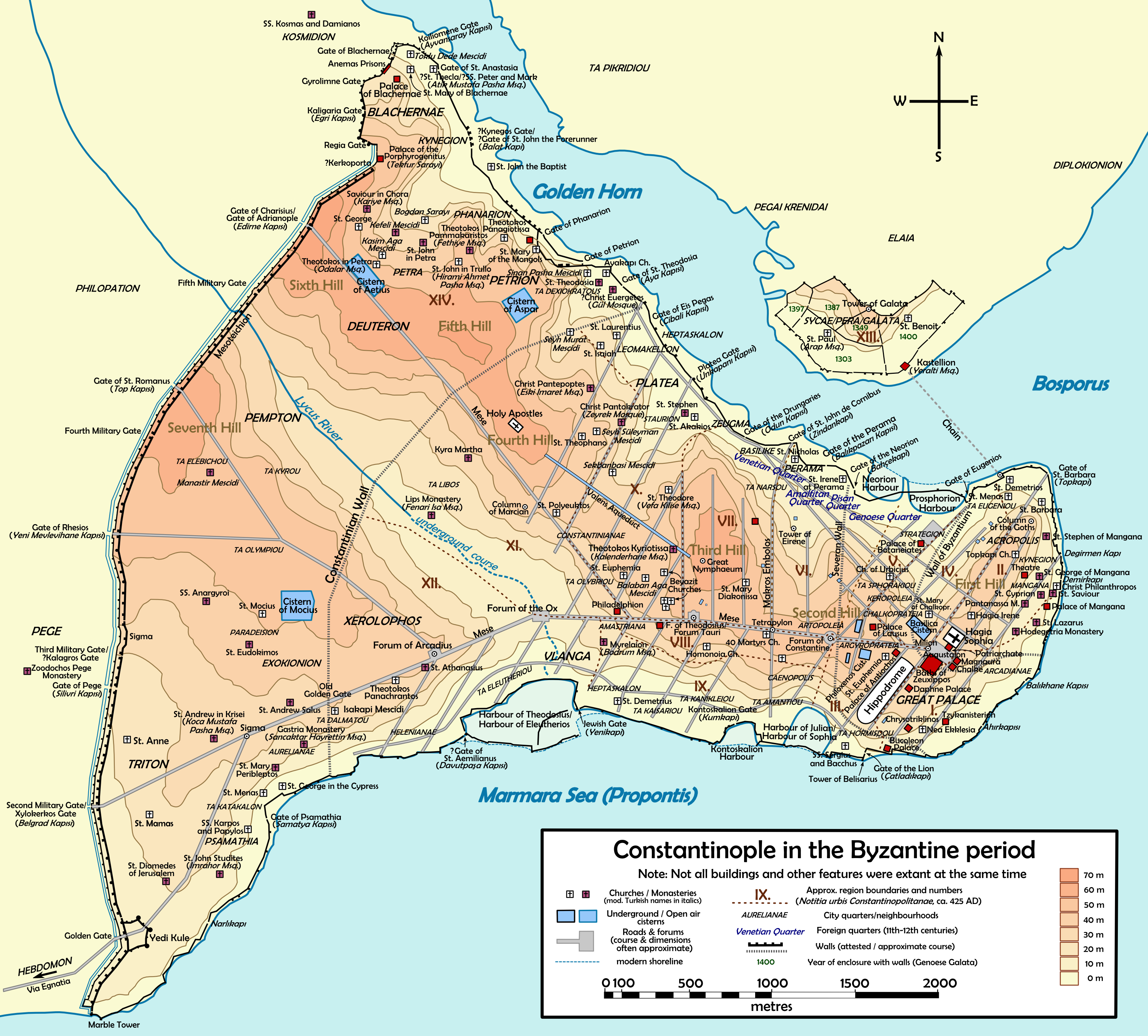
Mapa de la Constantinopla bizantina. La Cisterna de Mocio está ubicada en la parte occidental de la ciudad, en la meseta sur de la séptima colina.

La Cisterna de Mocio (en griego: κινστέρνη τοῦ Μωκίου), fue la cisterna bizantina a cielo abierto más grande construida en la ciudad de Constantinopla.

## Ubicación

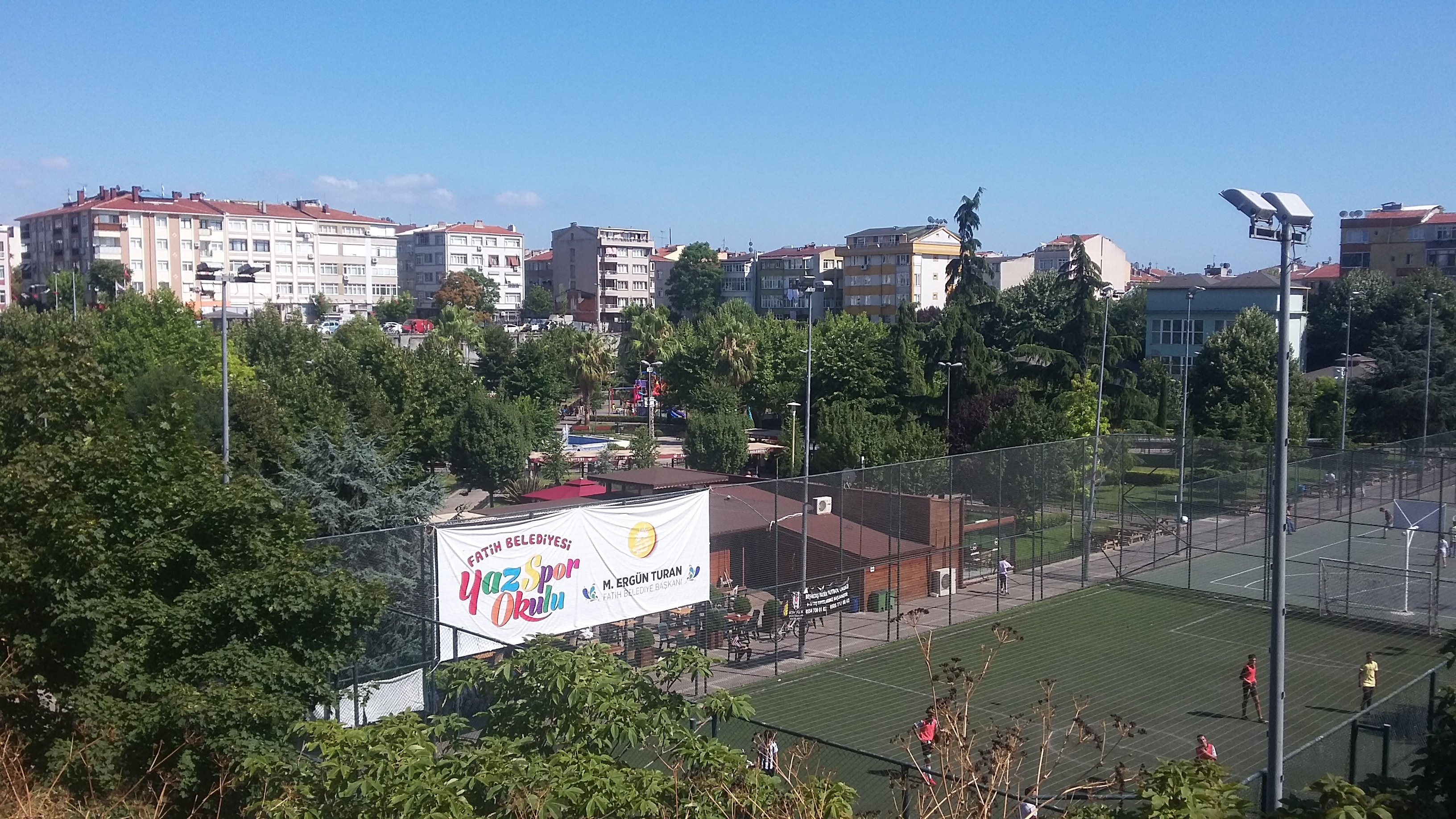
La cisterna es utilizada actualmente como área de actividades deportivas y sociales

La cisterna se encuentra ubicada en la séptima colina de la ciudad de Constantinopla y domina el mar de Mármara .

## Historia
Según la Patria de Constantinopla, la construcción de esta cisterna, que se encontraba en la duodécima región de Constantinopla, ocurrió bajo el emperador Anastasio I (r. 491 – 518). El nombre proviene de la importante iglesia dedicada a San Mocio, que estaba ubicada cerca de la esquina suroeste del embalse. La cisterna, que se encontraba justo fuera del Muro de Constantino, que formaba el límite terrestre original de la ciudad, se construyó para suministrar agua a las nuevas colonias erigidas entre el antiguo y el Muro de Teodosio del siglo V. Escribiendo después de la conquista otomana de 1453, el viajero francés del siglo XVI Pierre Gilles observó que alrededor de 1540 el depósito estaba vacío. En el período otomano, como delata su nombre turco "jardín hueco", la estructura se utilizó como huerto, uso que se mantuvo hasta finales del siglo XX. A partir de 2014, el área se utiliza como "Parque educativo".

## Descripción
La cisterna tiene planta rectangular de 170 metros (557,7 pies) de largo y 147 metros (482,3 pies) de ancho, y cubre un área de 25 000 metros cuadrados (269 097,9 ft²) : esto la convierte en la cisterna más grande jamás construida en Constantinopla. Se desconoce su profundidad media, ya que el embalse está parcialmente lleno de tierra, pero debería oscilar entre 10,5 metros (34,4 pies) a unos 15 metros (49,2 pies), de los cuales 2-4 metros (6,6-13,1 pies) todavía son visibles. El depósito podría contener entre 0.260 a 0.370 millones de metros cúbicos de agua. Sus muros, 6 metros (19,7 pies) de espesor y parcialmente aún en su lugar, fueron construidos utilizando la técnica de construcción romana opus listatum, alternando hileras de ladrillos y de piedra, un patrón elegante similar al que también utilizan las cisternas similares de Aecio y de Aspar .